# Држевица (герб)
Држевица (пол. Drzewica) — польский дворянский герб.

## Описание и легенда
В голубом поле обращенный рогами вверх полумесяц, у которого сверху и снизу по шестиугольной золотой звезде. Над шлемом пять страусовых перьев. Ср. Лелива.
О происхождении этого герба Папроцкий полагает, что такое знамя было пожаловано Лешком Чёрным воину Прокопу Држевице за принесенное им известие об избрании Лешка на престол. Другие же писатели объясняют название этого герба победою, одержанною при местечке Држевице в войну с Литвою. Герб Држевица внесен в Часть 1 Гербовника дворянских родов Царства Польского, стр. 182.

## Герб используют
Хмелинские (Chmielinski), Zieleniowski (Зеленовские), Zieleniewski (Зеленевские), Чапевские (Czapiewski), Демрик (Demrik), Добровольские (Dobrowolski), Држевицкие (Drzewicki), Духновские (Duchnowski), Гостковские (Gostkowski), Гостомские (Gostomski), Граны (Gran), Еж (Ежль, Jez, Jezl), Кадлубовские (Kadlubowski), Кеселевские (Kieselewski), Кистовские (Kistowski), Корыцкие (Korycki), Кушелевские (Kuszelewski), Лаговские (Lagowski), Луговские (Lugowski), Марцинковские (Marcinkowski), Микуловские (Mikuloski, Mikulowski), Мнишковские (Mniszkowski), Модржевские (Modrzewski), Мойсевичи (Mojsiewicz), Паш (Pasz), Поплавские (Poplawski), Протасевичи (Protasewicz), Рабец (Rabiec), Росниские (Rosniski), Рысцинские (Ryscinski), Сержховские (Sierzchowski), Скорка (Skorka), Соколовские (Sokolowski), Стоковские (Stokowski), Шушковские (Szuszkowski), Тыланские (Tylanski), Василевские (Wasilewski, Wasilowski), Зайончковские (Заёнчковские, Zajaczkowski), Зыхецкие (Жихецкие, Zychecki, Zychcki), Зыцкие (Zycki).
Држевица изм.Чаплинские (Czaplinski).